# Deh-e Zanān
Deh-e Zanān (persiska: ده زنان, Deh Zamān, Kalāt-i-Deh Zanūn, Deh Zanān, Deh Zanān-e Gīpūm) är en ort i Iran.   Den ligger i provinsen Kerman, i den centrala delen av landet, 800 km sydost om huvudstaden Teheran. Deh-e Zanān ligger 2 010 meter över havet och antalet invånare är 184.
Terrängen runt Deh-e Zanān är kuperad.Runt Deh-e Zanān är det glesbefolkat, med 13 invånare per kvadratkilometer. Närmaste större samhälle är Hojedk, 3,2 km nordväst om Deh-e Zanān. Omgivningarna runt Deh-e Zanān är i huvudsak ett öppet busklandskap.